# Friedrich I. von Utrecht

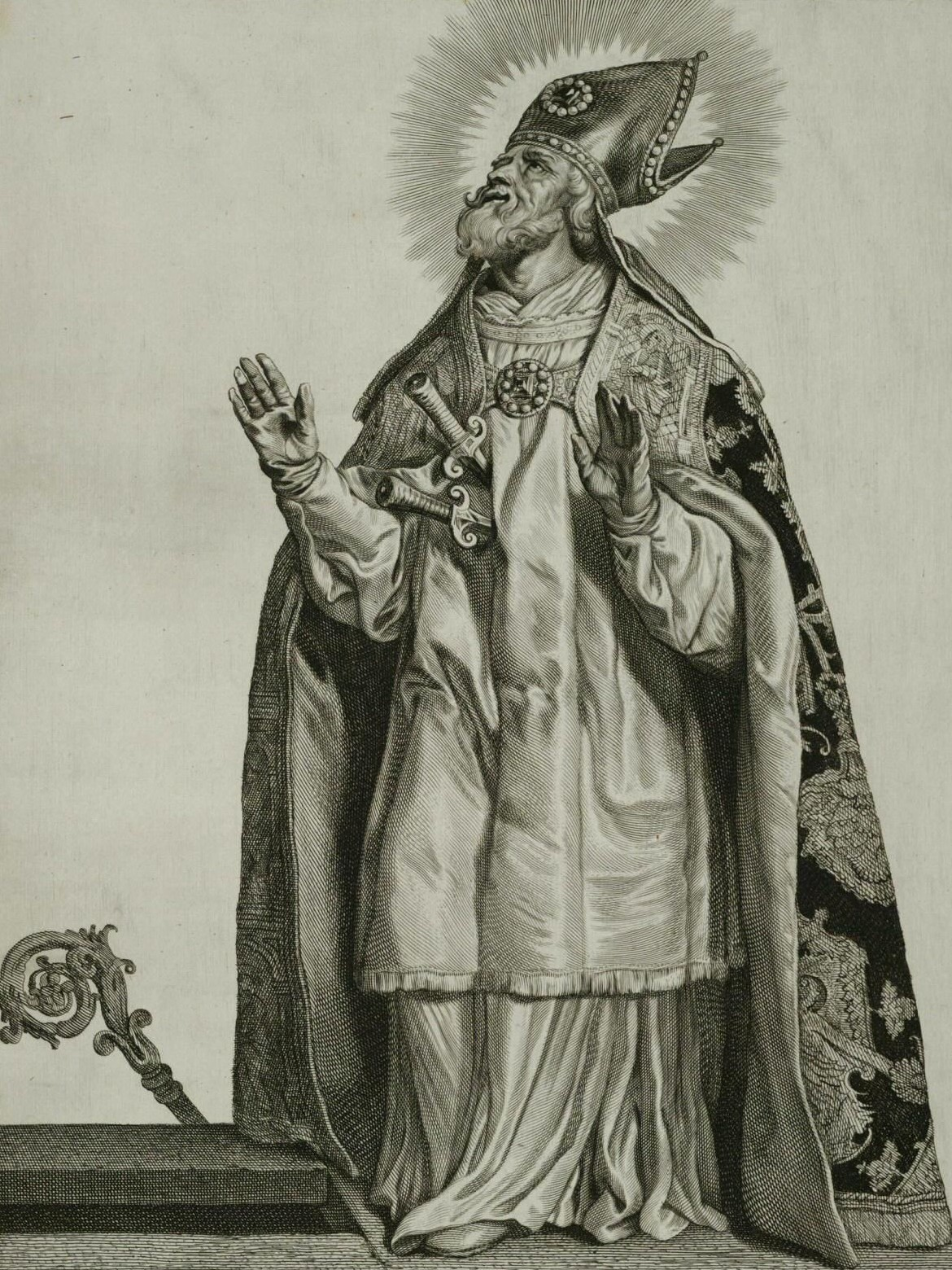
Friedrich I. von Utrecht

Friedrich I. von Utrecht (nl. Frederik van Utrecht) (* um 780; † 18. Juli 838 in Utrecht) war von 826 bis 838 Bischof von Utrecht und wird als Heiliger verehrt.

## Leben
Das Leben und Wirken des Bischofs ist teilweise nur durch die legendenhafte Hagiographie überliefert. Er stammte danach aus einem friesischen Adelsgeschlecht. Durch seine fromme Mutter kam er in die Obhut des Bischofs Ricfried und wurde an der Domschule in Utrecht ausgebildet. Danach wurde er zum Priester geweiht und lebte als Büßer. 
Nach dem Tod von Ricfried wurde er 826 zu dessen Nachfolger als Bischof gewählt. Er bemühte sich missionierend um die Beseitigung heidnischer Sitten in seinem Bistum. Er bekämpfte zusammen mit dem Kanoniker Odolfus auch häretische Vorstellungen in Teilen der Utrechter Kirche.  Der Bischof war gebildet und unterhielt Kontakte zu Rabanus Maurus. Dieser widmete ihm eines seiner Werke. 
In dem Konflikt zwischen Kaiser Ludwig dem Frommen und dessen Söhnen unterstützte Friedrich die Söhne. Möglicherweise hing mit dieser Parteinahme seine Ermordung nach einer Messe zusammen. Ein anderer Grund könnte auch, wie von Zeitgenossen vermutet, seine Ablehnung der Ehe Ludwigs mit der Kaiserin Judith gewesen sein. 
Nach seinem Tod wurde er als Heiliger verehrt. Sein Gedenktag ist der 18. Juli. Er wird üblicherweise vor dem Altar durchbohrt von zwei Schwertern dargestellt.